# Rock Band
Rock Band är ett musikspel utvecklat av Harmonix och publicerat av MTV Games och Electronic Arts, till Playstation 3, Xbox 360, Playstation 2 och Wii. I Nordamerika kom spelet för de två förstnämnda ut den 20 november 2007, för Playstation 2 den 18 december 2007 och för Wii den 22 juni 2008. Den 21 maj 2008 släpptes Rock Band för Xbox 360 i Tyskland och följande två dagar i Frankrike respektive England. Spelet gavs ut i Sverige till Xbox 360 den 24 juli och till övriga konsoler den 29 september.
I Rock Band kan upp till fyra spelare simulera framföranden av populära rocklåtar genom att spela på kontroller som är designade efter musikinstrument. Spelarna kan spela gitarr-, bas- och trumdelarna till låtar med "instrumentkontroller" samt sjunga genom en USB-mikrofon. Spelarna får poäng genom att matcha "noterna" på skärmen när man spelar ett "instrument", eller genom att hålla rätt tonhöjd när man sjunger. I Xbox 360 och PlayStation 3-versionerna finns multiplayerfunktion för att spela online. Utöver de 58 låtarna som ingår finns över 1000 nedladdningsbara låtar för Xbox 360 och PlayStation 3, och fler görs tillgängliga varje vecka.
När spelet gavs ut kunde man köpa det tillsammans med alla instrument eller separat. De individuella instrumenten gavs ut ett senare datum. Rock Band har hyllats av kritiker och har en försäljningssiffra på över 4 miljoner och intäkter på 600 miljoner dollar. Över 30 miljoner nedladdningsbara låtar har köpts sedan spelet lanserades. Framgångarna med spelet gjorde att en rad uppföljare gavs ut; Rock Band 2, The Beatles: Rock Band, Lego Rock Band, Green Day: Rock Band och Rock Band 3.

## Låtlista
Låtar med fet text är originalinspelningar. Siffrorna anger svårighetsgrad för respektive instrument och låt.
| Låttitel                       | Artist                  | Band | Gitarr | Trummor | Sång | Bas |
| ------------------------------ | ----------------------- | ---- | ------ | ------- | ---- | --- |
| "(Don't Fear) The Reaper"      | Blue Öyster Cult        | 7    | 6      | 8       | 2    | 6   |
| "Are You Gonna Be My Girl"     | Jet                     | 6    | 6      | 5       | 7    | 6   |
| "Ballroom Blitz"               | Sweet                   | 5    | 7      | 7       | 5    | 7   |
| "Black Hole Sun"               | Soundgarden             | 3    | 5      | 4       | 3    | 5   |
| "Blitzkrieg Bop"               | Ramones                 | 3    | 2      | 4       | 1    | 2   |
| "Celebrity Skin"               | Hole                    | 3    | 4      | 2       | 4    | 4   |
| "Cherub Rock"                  | Smashing Pumpkins       | 8    | 8      | 8       | 5    | 8   |
| "Creep"                        | Radiohead               | 2    | 4      | 1       | 2    | 4   |
| "Dani California"              | Red Hot Chili Peppers   | 6    | 6      | 5       | 3    | 6   |
| "Dead on Arrival"              | Fall Out Boy            | 5    | 7      | 7       | 6    | 7   |
| "Detroit Rock City"            | Kiss                    | 7    | 3      | 7       | 6    | 3   |
| "Electric Version"             | The New Pornographers   | 7    | 4      | 6       | 7    | 4   |
| "Enter Sandman"                | Metallica               | 8    | 8      | 8       | 6    | 9   |
| "Epic"                         | Faith No More           | 5    | 5      | 3       | 3    | 5   |
| "Flirtin' with Disaster"       | Molly Hatchet           | 9    | 9      | 9       | 7    | 9   |
| "Foreplay/Long Time"           | Boston                  | 9    | 8      | 8       | 9    | 8   |
| "Gimme Shelter"                | The Rolling Stones      | 2    | 4      | 2       | 8    | 4   |
| "Go with the Flow"             | Queens of the Stone Age | 6    | 3      | 7       | 2    | 3   |
| "Green Grass and High Tides"   | Outlaws                 | 8    | 9      | 6       | 7    | 9   |
| "Here It Goes Again"           | OK Go                   | 1    | 1      | 2       | 3    | 1   |
| "Highway Star"                 | Deep Purple             | 9    | 9      | 8       | 9    | 9   |
| "I Think I'm Paranoid"         | Garbage                 | 1    | 2      | 1       | 2    | 2   |
| "In Bloom"                     | Nirvana                 | 1    | 1      | 1       | 1    | 1   |
| "Learn to Fly"                 | Foo Fighters            | 4    | 3      | 4       | 2    | 3   |
| "Main Offender"                | The Hives               | 4    | 5      | 3       | 5    | 5   |
| "Maps"                         | Yeah Yeah Yeahs         | 2    | 1      | 3       | 1    | 1   |
| "Mississippi Queen"            | Mountain                | 1    | 1      | 2       | 8    | 1   |
| "Next to You"                  | The Police              | 8    | 7      | 9       | 7    | 7   |
| "Orange Crush"                 | R.E.M.                  | 4    | 2      | 5       | 3    | 2   |
| "Paranoid"                     | Black Sabbath           | 6    | 6      | 5       | 1    | 6   |
| "Reptilia"                     | The Strokes             | 7    | 5      | 3       | 6    | 5   |
| "Run to the Hills"             | Iron Maiden             | 9    | 9      | 9       | 9    | 9   |
| "Sabotage"                     | Beastie Boys            | 3    | 3      | 5       | 4    | 3   |
| "Say It Ain't So"              | Weezer                  | 1    | 3      | 1       | 1    | 3   |
| "Should I Stay or Should I Go" | The Clash               | 2    | 1      | 4       | 4    | 1   |
| "Suffragette City"             | David Bowie             | 5    | 5      | 3       | 9    | 5   |
| "The Hand That Feeds"          | Nine Inch Nails         | 4    | 2      | 4       | 4    | 2   |
| "Tom Sawyer"                   | Rush                    | 8    | 8      | 9       | 9    | 8   |
| "Train Kept A-Rollin'"         | Aerosmith               | 5    | 9      | 7       | 8    | 8   |
| "Vasoline"                     | Stone Temple Pilots     | 7    | 7      | 6       | 4    | 7   |
| "Wanted Dead or Alive"         | Bon Jovi                | 4    | 6      | 1       | 5    | 6   |
| "Wave of Mutilation"           | Pixies                  | 2    | 2      | 2       | 5    | 2   |
| "Welcome Home"                 | Coheed and Cambria      | 6    | 8      | 6       | 8    | 8   |
| "When You Were Young"          | The Killers             | 3    | 4      | 6       | 6    | 4   |
| "Won't Get Fooled Again"       | The Who                 | 9    | 7      | 9       | 8    | 7   |

### Bonuslåtar
Ytterligare 13 bonuslåtar kan låsas upp. Låtarna framförs av band som startats av anställda vid Harmonix och lokala band i närheten av Harmonixs högkvarter i Cambridge, Massachusetts eller från Boston. Undantagen är Flyleaf, Crooked X, and Mother Hips. "Timmy and the Lords of the Underworld" bygger på TV-serien South Park.
| Låttitel                                | Artist                                          | Band | Gitarr | Trummor | Sång | Bas |
| --------------------------------------- | ----------------------------------------------- | ---- | ------ | ------- | ---- | --- |
| "29 Fingers"                            | The Konks                                       | 2    | 3      | 1       | 4    | 5   |
| "Blood Doll"                            | Anarchy Club                                    | 4    | 4      | 2       | 7    | 2   |
| "Brainpower"                            | Freezepop                                       | 6    | 7      | 5       | 5    | 7   |
| "Can't Let Go"                          | Death of the Cool                               | 6    | 8      | 5       | 9    | 4   |
| "Day Late, Dollar Short"                | The Acro-Brats                                  | 4    | 2      | 4       | 9    | 4   |
| "I Get By"                              | Honest Bob and the Factory-to-Dealer Incentives | 7    | 5      | 6       | 9    | 1   |
| "I'm So Sick"                           | Flyleaf                                         | 3    | 3      | 3       | 9    | 3   |
| "Nightmare"                             | Crooked X                                       | 4    | 4      | 3       | 4    | 5   |
| "Outside"                               | Tribe                                           | 7    | 5      | 8       | 6    | 1   |
| "Pleasure (Pleasure)"                   | Bang Camaro                                     | 6    | 9      | 2       | 2    | 3   |
| "Seven"                                 | Vagiant                                         | 2    | 2      | 2       | 8    | 4   |
| "Time We Had"                           | The Mother Hips                                 | 3    | 1      | 4       | 3    | 2   |
| "Timmy and the Lords of the Underworld" | Timmy and the Lords of the Underworld           | 7    | 9      | 7       | 9    | 4   |

### Wii
I versionen för Wii finns ytterligare 5 låtar som fanns tillgängliga för nedladdning till versionerna för PlayStation 3 och Xbox 360.
| Låttitel                   | Artist               | Band | Gitarr | Trummor | Sång | Bas |
| -------------------------- | -------------------- | ---- | ------ | ------- | ---- | --- |
| "Dirty Little Secret"      | All American Rejects | 3    | 2      | 3       | 7    | 2   |
| "Don't Look Back In Anger" | Oasis                | 4    | 4      | 4       | 5    | 3   |
| "Roam"                     | The B-52's           | 4    | 4      | 2       | 4    | 4   |
| "Rockaway Beach"           | Ramones              | 2    | 2      | 2       | 2    | 2   |
| "Roxanne"                  | The Police           | 2    | 1      | 1       | 6    | 1   |

### Europeiska versionen
Den europeiska versionen av Rock Band innehåller ytterligare 9 låtar som inte fanns på den nordamerikanska versionen av spelet. Dessa bonuslåtar inkluderar engelsk, tysk och fransk sång. Dessa låtar fanns för nedladdning för den nordamerikanska marknaden 20 maj 2008.
| Låttitel                | Artist          | Band | Gitarrr | Trummor | Sång | Bas | Språk    |
| ----------------------- | --------------- | ---- | ------- | ------- | ---- | --- | -------- |
| "Beetlebum"             | Blur            | 1    | 1       | 1       | 2    | 1   | Engelska |
| "Countdown to Insanity" | H-Blockx        | 3    | 3       | 2       | 7    | 3   | Engelska |
| "Hier Kommt Alex"       | Die Toten Hosen | 5    | 7       | 2       | 6    | 7   | Tyska    |
| "Hysteria"              | Muse            | 6    | 7       | 5       | 3    | 9   | Engelska |
| "Manu Chao"             | Les Wampas      | 3    | 3       | 3       | 7    | 3   | Franska  |
| "Monsoon"               | Tokio Hotel     | 3    | 2       | 2       | 6    | 2   | Engelska |
| "New Wave"              | Pleymo          | 5    | 5       | 6       | 8    | 4   | Franska  |
| "Perfekte Welle"        | Juli            | 4    | 4       | 3       | 7    | 4   | Tyska    |
| "Rock 'n' Roll Star"    | Oasis           | 4    | 5       | 5       | 6    | 4   | Engelska |

## Uppföljare
- Rock Band 2 (2008)
- The Beatles: Rock Band (2009)
- Green Day: Rock Band (2010)